# August Kappler

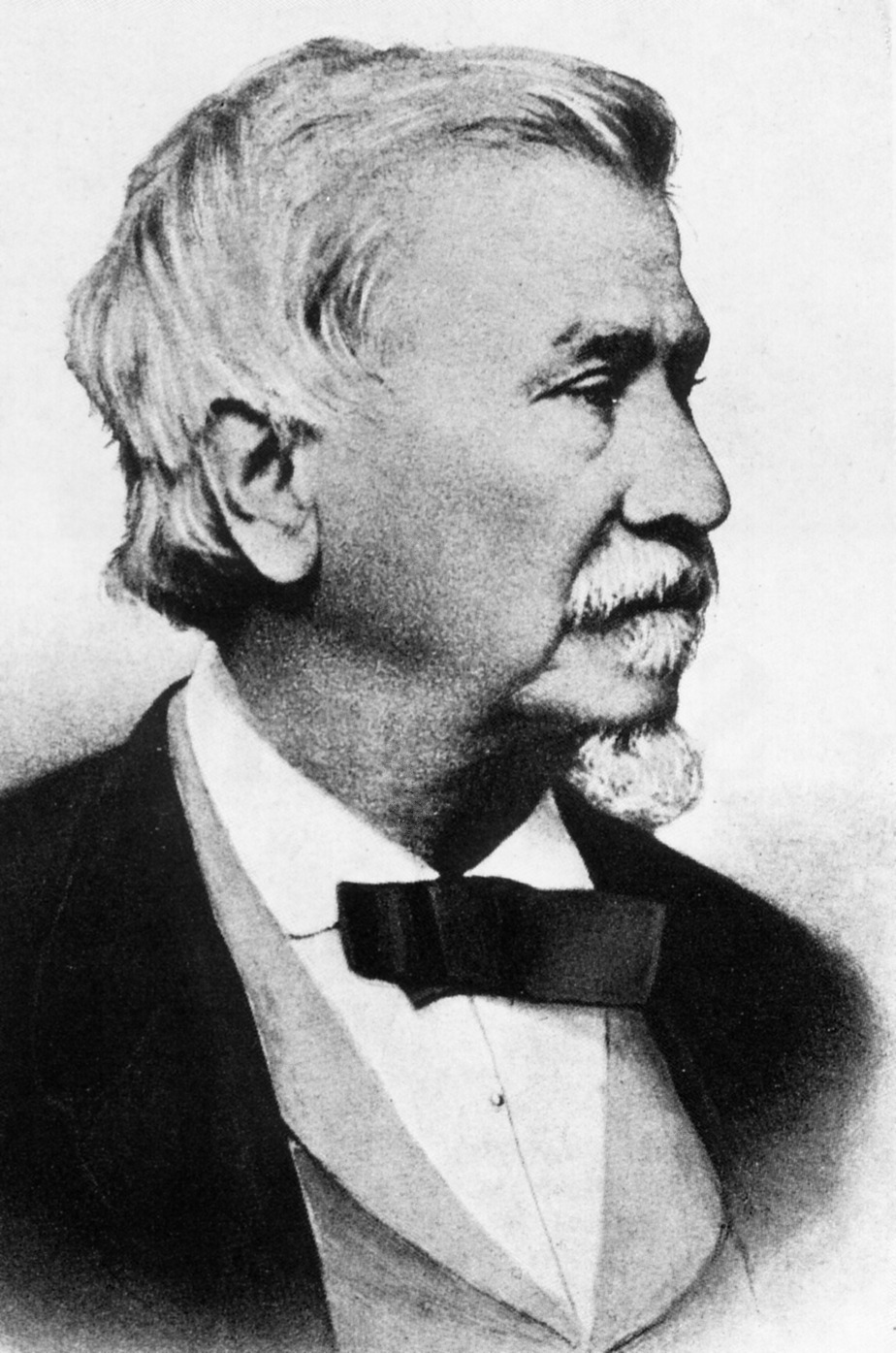
August Kappler

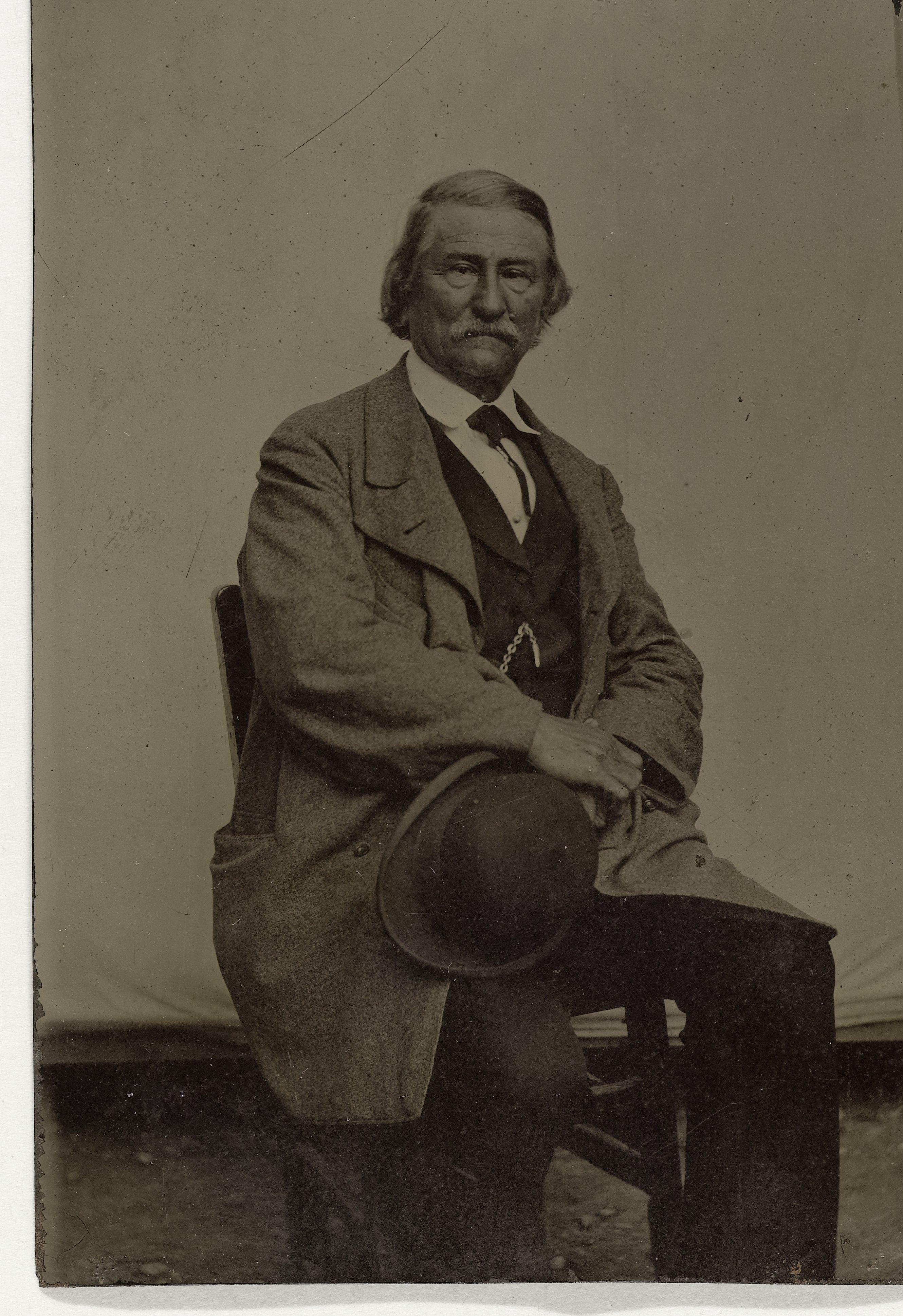

August Kappler (Mannheim, 11 november 1815 - Stuttgart, 20 oktober 1887) was de stichter van Albina in Suriname.

## Levensloop
Van 1836 tot en met 1841 was hij militair in Suriname. Hij bezocht onder meer de plaats Groningen, en was commandant van het fort Prins Willem Frederik bij Galibi. Over deze periode schreef hij het boek Zes Jaren in Suriname  1836-1842; Schetsen en Taferelen uit het Maatschappelijke en militaire leven in deze Kolonie, dat in 1854 werd uitgegeven te Utrecht en waarvan in 1983 een herdruk verscheen.
Kappler had intussen in 1846 op een concessie aan de Marowijne een plaatsje gesticht, dat hij Albina noemde naar zijn verloofde en latere vrouw Albina Liezenmaier. Hij werd in 1849 onbezoldigd gouvernementsambtenaar. Een paar jaar later begon hij een houthandel. Zijn houthakkers liet hij in 1853 overkomen uit Württemberg, waar hij ook in het huwelijk trad. In 1861 kreeg hij Albina en omliggende gronden in eigendom. Het gouvernement van Suriname behield echter het recht op terugkoop.
Toen in 1876 aan de Marowijne goud werd ontdekt, werd Kappler verplicht het gebied te verkopen. Als districtcommissaris werd iemand anders aangesteld. Kappler verliet Suriname in 1879. Hij overleed op 71-jarige leeftijd. Bij zijn begrafenis was zijn kist gedekt met de Nederlandse vlag.